# Serebreane, Svitlovodsk
Serebreane (în ucraineană Серебряне) este un sat în comuna Zaharivka din raionul Svitlovodsk, regiunea Kirovohrad, Ucraina.

## Demografie
Componența lingvistică a localității Serebreane
     Ucraineană (95,33%)
     Rusă (2,8%)
     Alte limbi (1,4%)
Conform recensământului din 2001, majoritatea populației localității Serebreane era vorbitoare de ucraineană (95,33%), existând în minoritate și vorbitori de rusă (2,8%).